# Лахав 433

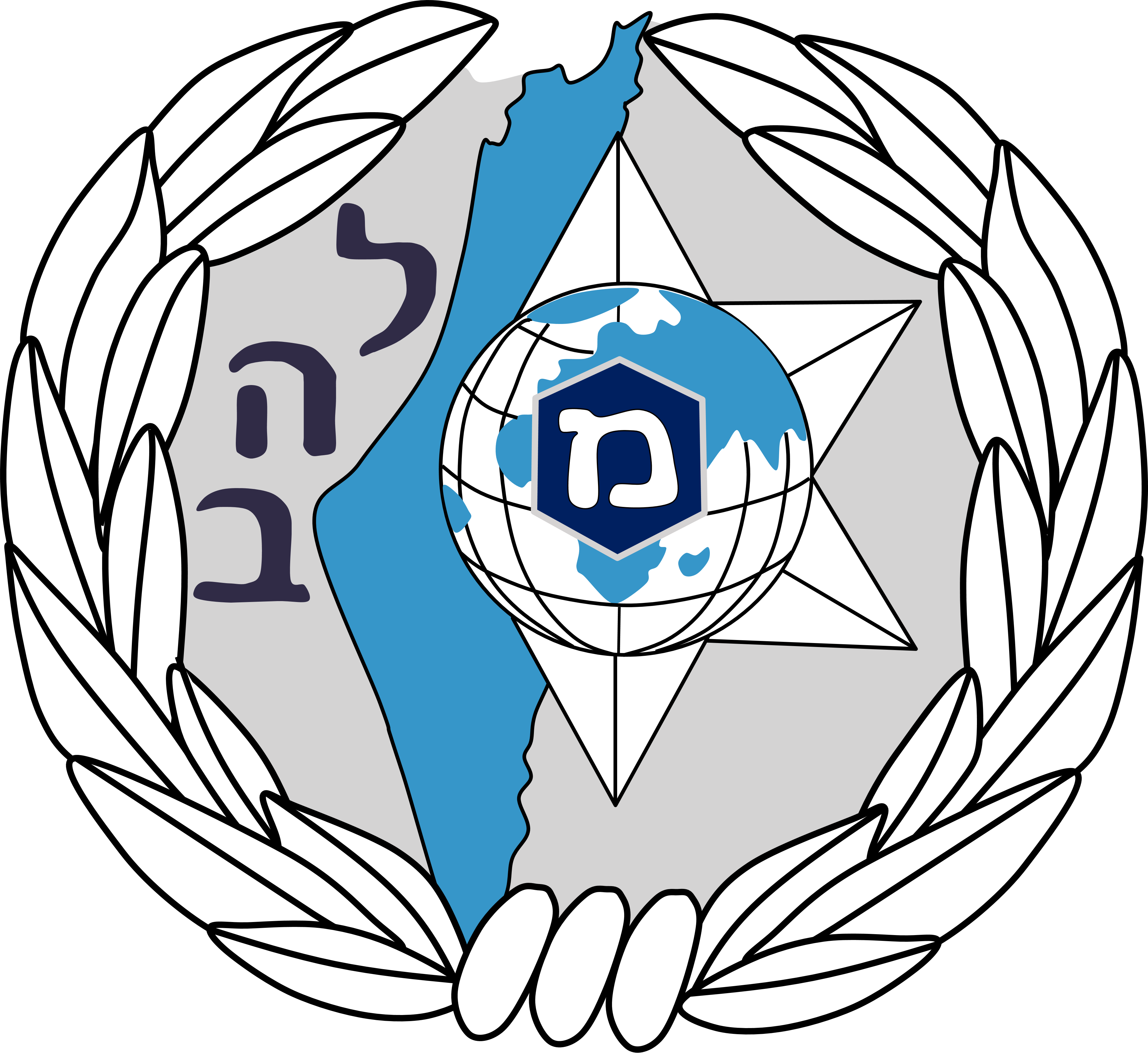
Емблема Лахав 433

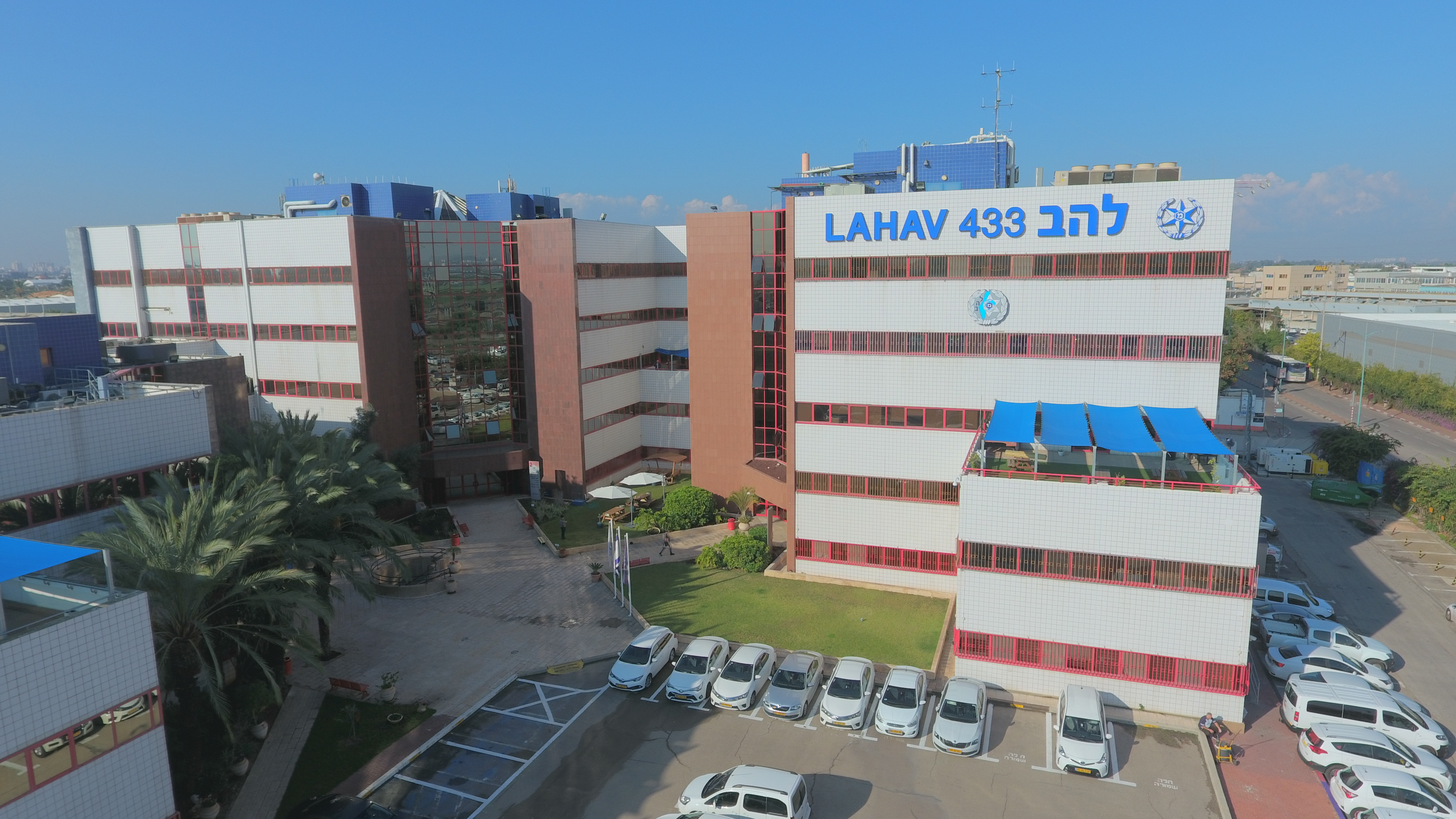
Штаб-квартира Лахав 433

Ла́хав 433 (івр. יחידת להב 433 Ехідат Лахав Арба Шалош Шалош, англ. Lahav 433, слово «лахав» дослівно означає вістря, лезо або клинок) — ізраїльський спеціальний підрозділ у рамках ізраїльської поліції, створений 1 січня 2008 року. Також відомий як «ізраїльське ФБР». Підрозділ було створено шляхом об'єднання п'яти правоохоронних служб в одну. Його завданнями є розслідування злочинів національного масштабу, корупції та особливо тяжких злочинів.
Підрозділ було створено з ініціативи тодішнього міністра внутрішньої безпеки Аві Діхтера, глави ізраїльської поліції Дуді Коена, а також глави відділу розслідувань (згодом також глави ізраїльської поліції) — Йоханана Даніно.

## Відділи
Основна база організації розташована в місті Лод у центрі Ізраїлю. Цифри «433» у назві означають: «4» — кількість регіональних представництв по країні, а «33» означає код підрозділу «Гідонім» — спеціального поліцейського управління, розташованого в столичному окрузі Єрусалима .
- відділ із боротьби з шахрайством (івр. יאח "ה, Яха)
- відділ із розслідування міжнародної злочинності (івр. יחב "ל, Яхбаль)
- відділ із розслідування економічних злочинів (івр. יאל "כ, Ялах)
- відділ із боротьби з викраденнями автомобілів (івр. אתג "ר, Етгар)
- відділ «Гідонім» — контртерористичний підрозділ, що базується в Єрусалимі.